# Le Célibataire (film, 1955)
Pour les articles homonymes, voir Le Célibataire.
Pour plus de détails, voir Fiche technique et Distribution.
Le Célibataire (Lo scapolo) est un film italien réalisé par Antonio Pietrangeli, sorti en 1955.

## Synopsis
Paolo Anselmi est célibataire et il entend bien le rester. Il court les femmes et voudrait multiplier les aventures. Mais la vie de Paolo est solitaire et toutes ses tentatives de séduction ne sont pas couronnées de succès. Il va alors mettre en question son choix de vie...

## Fiche technique
- Titre original : Lo scapolo
- Titre français : Le Célibataire
- Réalisation : Antonio Pietrangeli, assisté de Franco Zeffirelli
- Scénario : Antonio Pietrangeli, Sandro Continenza, Ruggero Maccari et Ettore Scola
- Photographie : Gianni Di Venanzo
- Musique : Angelo Francesco Lavagnino
- Montage : Eraldo Da Roma
- Pays d'origine : Italie
- Format : Noir et blanc - 1,37:1 - Mono
- Genre : comédie
- Date de sortie : 1955

## Distribution
- Alberto Sordi : Paolo Anselmi
- Sandra Milo : Gabriella
- Nino Manfredi : Peppino
- Madeleine Fischer : Carla Alberini
- María Asquerino : Catina
- Fernando Fernán Gómez : Armando
- Abbe Lane : Elle-même
- Xavier Cugat : Lui-même
- Marie Glory : Catherine
- Vittorio Mangano : Peppe

## Commentaire
- La mère de Paolo joue un rôle des plus importants dans sa vie. Enrique Seknadje écrit à ce propos : "(...) les difficultés affectives et existentielles que Paolo connaît se comprennent si l’on pense à sa mère, à son caractère, au poids qu’elle fait peser sur la vie de son fils. En une certaine manière, c’est la Mamma Anselmi – bel exemple de Surmoi, sa photographie trônant sur le bureau de Paolo – qui met des bâtons dans les roues du héros, qui l’empêche de mûrir – on le sent parfois comme un enfant, joueur, mais aussi craintif, inquiet -, et qui choisit finalement la femme qui sera la sienne." [1]